# Louise van Hessen-Kassel
Louise Wilhelmina Frederika Caroline Augusta Julia van Hessen-Kassel (Kassel, 7 september 1817 - Bernstorff, 29 september 1898) was een dochter van prins Willem van Hessen-Kassel en prinses Charlotte van Denemarken. Door haar huwelijk met haar achterneef Christiaan van Sleeswijk-Holstein-Sonderburg-Glucksburg, de latere koning Christiaan IX van Denemarken, werd zij koningin van Denemarken. Zij werd de schoonmoeder van Europa genoemd omdat haar kinderen trouwden met Europese troonopvolgers. De meeste huidige Europese vorsten zijn haar directe nakomelingen.

## Huwelijk en recht op de Deense troon
Louise van Hessen-Kassel stamde uit een oud Duits vorstenhuis, de landgraven van Hessen. Zij leefde echter vanaf haar derde jaar in Denemarken en had Deense voorouders. In de politieke en dynastieke gevechten die tijdens haar leven om Denemarken woedden was zij altijd een tegenstander van Duits nationalisme.
Als afstammeling van koning Frederik III van Denemarken kon Louise aanspraak maken op de kroon van Denemarken maar niet op de hertogtitels van Sleeswijk en Holstein, die in een personele unie met Denemarken werden geregeerd.
Zij trouwde op 26 mei 1842 met haar achterneef prins Christiaan van Sleeswijk-Holstein-Sonderburg-Glucksburg die ook aanspraak maakte op de Deense troon. Door dit huwelijk groeiden zijn kansen omdat in de kinderen van Christiaan en Louise de claims van twee verschillende takken van de familie bij elkaar zouden komen. Louise's moeder, broer en zusters deden afstand van hun rechten op de Deense troon en droegen die aan haar over. Louise zelf droeg haar rechten weer over aan haar echtgenoot. Op 3 juli 1853 bevestigde koning Frederik VII dat Christiaan zijn opvolger zou zijn. Daarmee werden Louise en Christiaan kroonprinses en kroonprins van Denemarken. Louise had een gespannen relatie met Frederik VII die zich maar met moeite in de afspraken rondom de opvolging kon vinden en wiens huwelijk met de burgerlijke Louise Rasmussen zij afkeurde.
Op 15 november 1863 werden Christiaan en Louise koning en koningin van Denemarken. In Sleeswijk en Holstein werd deze lijn van erfopvolging echter niet geaccepteerd en Pruisen wierp zich op als pleitbezorger van Duits nationalisme in deze hertogdommen. Dit conflict staat bekend als de Sleeswijk-Holsteinse kwestie en zou uiteindelijk leiden tot de Tweede Duits-Deense Oorlog.

## Koningin van Denemarken

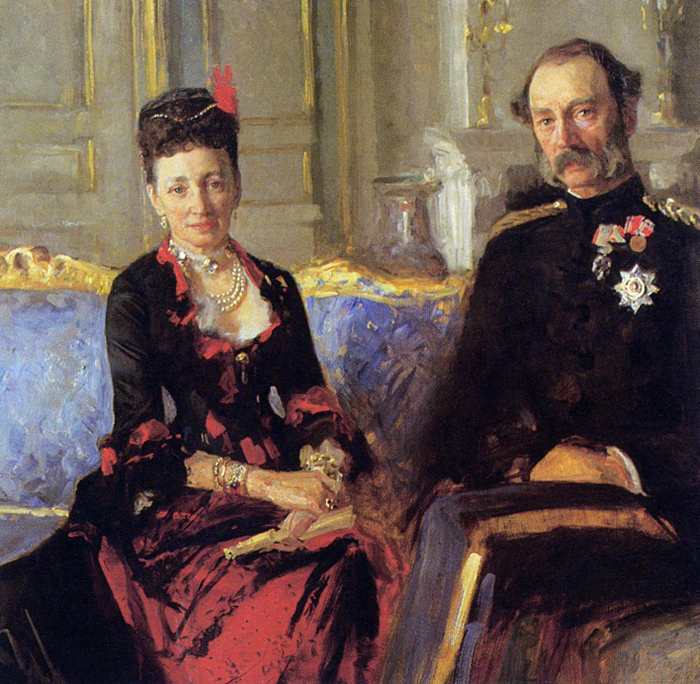
Koningin Louise en koning Christiaan IX van Denemarken, geschilderd door Laurits Tuxen.

Het huwelijk van Louise en Christiaan wordt als goed omschreven. Zij steunde hem in de strijd om de troonopvolging en naar verluidt leunde Christiaan zeer op haar intelligentie, oordeel en wilskracht. Zij leefden in een simpele, puriteinse stijl die goed aansloot bij de ideeën van die tijd over het ideale gezinsleven. De koninklijke familie werd gezien als een moreel rolmodel. De zwangerschap van hun ongetrouwde dochter Thyra in 1870 was daarom ook een groot probleem. Ook hier nam Louise de touwtjes in handen. Zij wist de situatie geheim te houden door Thyra naar het buitenland te sturen om te bevallen en kon zo een schandaal voorkomen.
Als koningin hield Louise afstand van het volk. Zij bemoeide zich niet met staatszaken maar richtte zich op het tot stand brengen van goede huwelijken voor haar kinderen. Hierbij speelden haar anti-Duitse gevoelens een rol. Door de huwelijken van haar kinderen wist ze de nieuwe Deense dynastie internationaal prestige te geven en te verbinden aan de vorstenhuizen van het Verenigd Koninkrijk, Rusland, Zweden en Griekenland. Zij stond bekend als 'de schoonmoeder van Europa' en haar jaarlijkse familiebijeenkomsten in Bernstorff en Fredensborg trokken veel aandacht.
Louise steunde een groot aantal liefdadige organisaties, vooral op het terrein van zorg voor kinderen en arbeiders. Zij was zeer conservatief en haar betrokkenheid bij de verbetering van het lot van arbeiders had mogelijk te maken met angst voor het opkomend socialisme. Haar bekendste project is de oprichting van de Diakonissestiftelsen (diaconessenstichting) in 1863, die het beroep diacones in Denemarken introduceerde. Zij was ook geïnteresseerd in muziek en kunst. Zij schilderde zelf en was een beschermvrouwe van kunstenaars.
In de laatste jaren van haar leven werd ze doof. Ze werd toen verzorgd door twee diaconessen van de stichting die ze zelf mede had opgericht. Ze was 35 jaar lang koningin van Denemarken.

## Kinderen en nageslacht

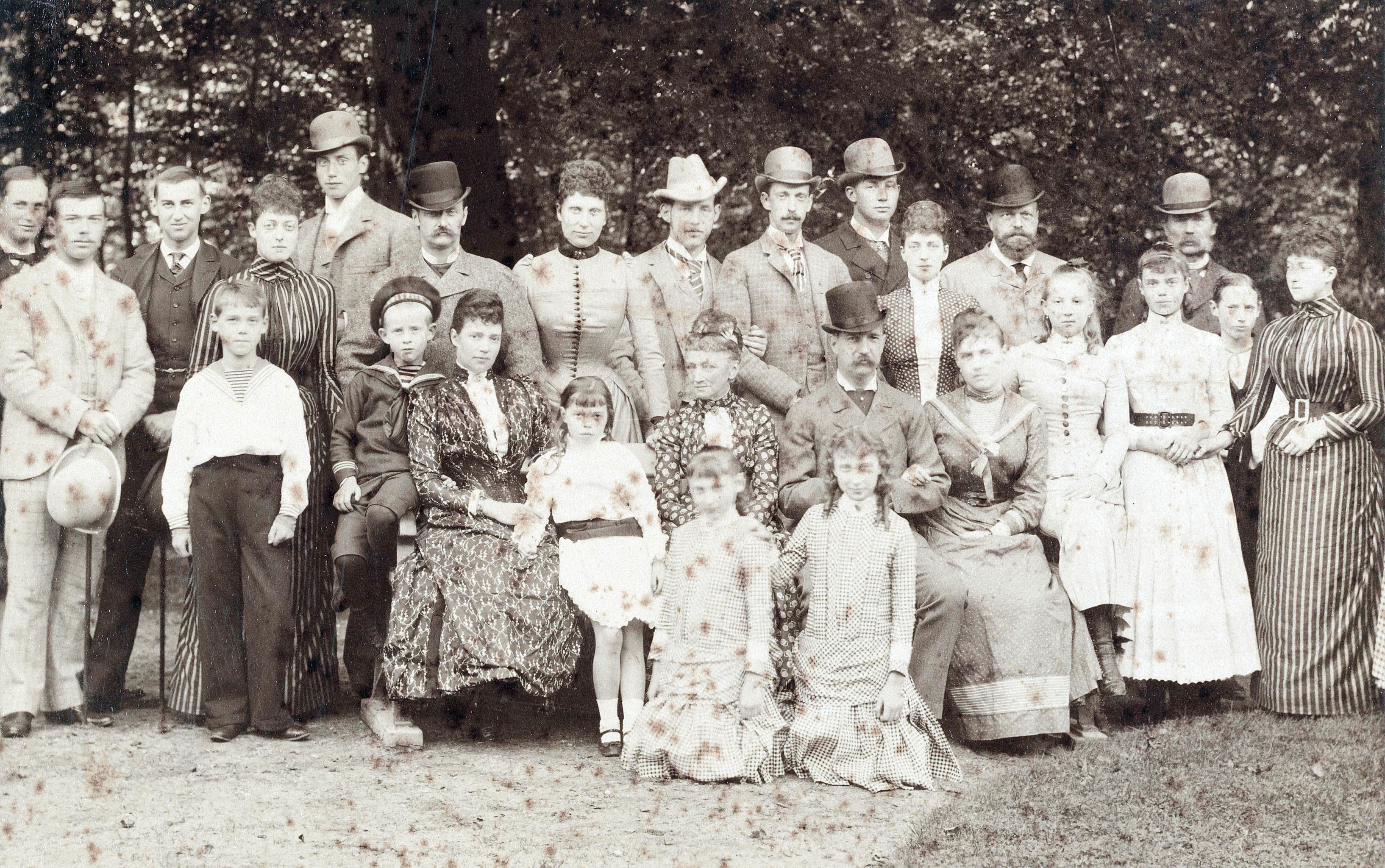
Leden van de Deense, Russische, Griekse en Britse vorstenhuizen tijdens een familiebijeenkomst in Fredensborg. Het zijn allemaal (schoon)kinderen en kleinkinderen van koningin Louise, die zelf in het midden zit.

- Leden van de Deense, Russische, Griekse en Britse vorstenhuizen tijdens een familiebijeenkomst in Fredensborg. Het zijn allemaal (schoon)kinderen en kleinkinderen van koningin Louise, die zelf in het midden zit.Frederik VIII van Denemarken (3 juni 1843 — 14 mei 1912), trouwde met Louise van Zweden
- Alexandra (1 mei 1844 — 20 november 1925), trouwde met koning Eduard VII van het Verenigd Koninkrijk
- George I van Griekenland (24 december 1845 — 18 maart 1913), trouwde met Olga Konstantinova van Rusland
- Dagmar (26 november 1847 — 13 oktober 1928), trouwde met tsaar Alexander III van Rusland
- Thyra (29 september 1853 — 26 februari 1933), trouwde met Ernst August van Hannover, hertog van Cumberland en laatste kroonprins van Hannover
- Waldemar (27 oktober 1858 — 14 januari 1939), trouwde met Marie van Bourbon-Orléans

Louise had 39 kleinkinderen. Tot haar nakomelingen horen de huidige regerende vorsten  Harald V van Noorwegen, Hendrik van Luxemburg, Filip van België, Felipe VI van Spanje, Charles III van het Verenigd Koninkrijk en Frederik X van Denemarken.

## Voorouders
| Stamboom Louise van Hessen-Kassel (1817-1898) | Stamboom Louise van Hessen-Kassel (1817-1898)                                           | Stamboom Louise van Hessen-Kassel (1817-1898)                                           | Stamboom Louise van Hessen-Kassel (1817-1898)                                           | Stamboom Louise van Hessen-Kassel (1817-1898)                                           | Stamboom Louise van Hessen-Kassel (1817-1898)                                                              | Stamboom Louise van Hessen-Kassel (1817-1898)                                                              | Stamboom Louise van Hessen-Kassel (1817-1898)                                                              | Stamboom Louise van Hessen-Kassel (1817-1898)                                                              | Stamboom Louise van Hessen-Kassel (1817-1898)                                                    | Stamboom Louise van Hessen-Kassel (1817-1898)                                                    | Stamboom Louise van Hessen-Kassel (1817-1898)                                                    | Stamboom Louise van Hessen-Kassel (1817-1898)                                                    | Stamboom Louise van Hessen-Kassel (1817-1898)                                                           | Stamboom Louise van Hessen-Kassel (1817-1898)                                                           | Stamboom Louise van Hessen-Kassel (1817-1898)                                                           | Stamboom Louise van Hessen-Kassel (1817-1898)                                                           | Stamboom Louise van Hessen-Kassel (1817-1898) | Stamboom Louise van Hessen-Kassel (1817-1898) | Stamboom Louise van Hessen-Kassel (1817-1898) | Stamboom Louise van Hessen-Kassel (1817-1898) | Stamboom Louise van Hessen-Kassel (1817-1898) | Stamboom Louise van Hessen-Kassel (1817-1898) | Stamboom Louise van Hessen-Kassel (1817-1898) | Stamboom Louise van Hessen-Kassel (1817-1898) | Stamboom Louise van Hessen-Kassel (1817-1898) | Stamboom Louise van Hessen-Kassel (1817-1898) | Stamboom Louise van Hessen-Kassel (1817-1898) | Stamboom Louise van Hessen-Kassel (1817-1898) | Stamboom Louise van Hessen-Kassel (1817-1898) | Stamboom Louise van Hessen-Kassel (1817-1898) | Stamboom Louise van Hessen-Kassel (1817-1898) | Stamboom Louise van Hessen-Kassel (1817-1898) | Stamboom Louise van Hessen-Kassel (1817-1898) | Stamboom Louise van Hessen-Kassel (1817-1898) | Stamboom Louise van Hessen-Kassel (1817-1898) | Stamboom Louise van Hessen-Kassel (1817-1898) | Stamboom Louise van Hessen-Kassel (1817-1898) | Stamboom Louise van Hessen-Kassel (1817-1898) | Stamboom Louise van Hessen-Kassel (1817-1898) | Stamboom Louise van Hessen-Kassel (1817-1898) |
| --------------------------------------------- | --------------------------------------------------------------------------------------- | --------------------------------------------------------------------------------------- | --------------------------------------------------------------------------------------- | --------------------------------------------------------------------------------------- | --- | --- | --- | --- | ------------------------------------------------------------------------------------------------ | ------------------------------------------------------------------------------------------------ | ------------------------------------------------------------------------------------------------ | ------------------------------------------------------------------------------------------------ | --- | --- | --- | --- | --------------------------------------------- | --------------------------------------------- | --------------------------------------------- | --------------------------------------------- | --------------------------------------------- | --------------------------------------------- | --------------------------------------------- | --------------------------------------------- | --------------------------------------------- | --------------------------------------------- | --------------------------------------------- | --------------------------------------------- | --------------------------------------------- | --------------------------------------------- | --------------------------------------------- | --------------------------------------------- | --------------------------------------------- | --------------------------------------------- | --------------------------------------------- | --------------------------------------------- | --------------------------------------------- | --------------------------------------------- | --------------------------------------------- | --------------------------------------------- |
| Overgrootouders                               | Frederik II van Hessen-Kassel (1720-1785) x Maria van Hannover (1723-1772)              | Frederik II van Hessen-Kassel (1720-1785) x Maria van Hannover (1723-1772)              | Frederik II van Hessen-Kassel (1720-1785) x Maria van Hannover (1723-1772)              | Frederik II van Hessen-Kassel (1720-1785) x Maria van Hannover (1723-1772)              | Karel Willem van Nassau-Usingen (1735-1803) x 1766 Carolina Felicitas van Leiningen-Heidesheim (1734-1810) | Karel Willem van Nassau-Usingen (1735-1803) x 1766 Carolina Felicitas van Leiningen-Heidesheim (1734-1810) | Karel Willem van Nassau-Usingen (1735-1803) x 1766 Carolina Felicitas van Leiningen-Heidesheim (1734-1810) | Karel Willem van Nassau-Usingen (1735-1803) x 1766 Carolina Felicitas van Leiningen-Heidesheim (1734-1810) | Frederik V van Denemarken (1723-1766) x Louise van Hannover (1724-1751)                          | Frederik V van Denemarken (1723-1766) x Louise van Hannover (1724-1751)                          | Frederik V van Denemarken (1723-1766) x Louise van Hannover (1724-1751)                          | Frederik V van Denemarken (1723-1766) x Louise van Hannover (1724-1751)                          | Lodewijk van Mecklenburg-Schwerin (1725-1778) ∞ Sophia Frederika van Saksen-Coburg-Saalfeld (1731-1810) | Lodewijk van Mecklenburg-Schwerin (1725-1778) ∞ Sophia Frederika van Saksen-Coburg-Saalfeld (1731-1810) | Lodewijk van Mecklenburg-Schwerin (1725-1778) ∞ Sophia Frederika van Saksen-Coburg-Saalfeld (1731-1810) | Lodewijk van Mecklenburg-Schwerin (1725-1778) ∞ Sophia Frederika van Saksen-Coburg-Saalfeld (1731-1810) |                                               |                                               |                                               |                                               |                                               |                                               |                                               |                                               |                                               |                                               |                                               |                                               |                                               |                                               |                                               |                                               |                                               |                                               |                                               |                                               |                                               |                                               |                                               |                                               |
| Grootouders                                   | Frederik van Hessen-Kassel (1747-1837) x 1786 Carolina van Nassau-Usingen (1762-1823)   | Frederik van Hessen-Kassel (1747-1837) x 1786 Carolina van Nassau-Usingen (1762-1823)   | Frederik van Hessen-Kassel (1747-1837) x 1786 Carolina van Nassau-Usingen (1762-1823)   | Frederik van Hessen-Kassel (1747-1837) x 1786 Carolina van Nassau-Usingen (1762-1823)   | Frederik van Hessen-Kassel (1747-1837) x 1786 Carolina van Nassau-Usingen (1762-1823)                      | Frederik van Hessen-Kassel (1747-1837) x 1786 Carolina van Nassau-Usingen (1762-1823)                      | Frederik van Hessen-Kassel (1747-1837) x 1786 Carolina van Nassau-Usingen (1762-1823)                      | Frederik van Hessen-Kassel (1747-1837) x 1786 Carolina van Nassau-Usingen (1762-1823)                      | Frederik van Denemarken (1753-1805) x 1774 Sophia Frederika van Mecklenburg-Schwerin (1758-1794) | Frederik van Denemarken (1753-1805) x 1774 Sophia Frederika van Mecklenburg-Schwerin (1758-1794) | Frederik van Denemarken (1753-1805) x 1774 Sophia Frederika van Mecklenburg-Schwerin (1758-1794) | Frederik van Denemarken (1753-1805) x 1774 Sophia Frederika van Mecklenburg-Schwerin (1758-1794) | Frederik van Denemarken (1753-1805) x 1774 Sophia Frederika van Mecklenburg-Schwerin (1758-1794)        | Frederik van Denemarken (1753-1805) x 1774 Sophia Frederika van Mecklenburg-Schwerin (1758-1794)        | Frederik van Denemarken (1753-1805) x 1774 Sophia Frederika van Mecklenburg-Schwerin (1758-1794)        | Frederik van Denemarken (1753-1805) x 1774 Sophia Frederika van Mecklenburg-Schwerin (1758-1794)        |                                               |                                               |                                               |                                               |                                               |                                               |                                               |                                               |                                               |                                               |                                               |                                               |                                               |                                               |                                               |                                               |                                               |                                               |                                               |                                               |                                               |                                               |                                               |                                               |
| Ouders                                        | Willem van Hessen-Kassel (1787-1867) x 1810 Louise Charlotte van Denemarken (1789-1864) | Willem van Hessen-Kassel (1787-1867) x 1810 Louise Charlotte van Denemarken (1789-1864) | Willem van Hessen-Kassel (1787-1867) x 1810 Louise Charlotte van Denemarken (1789-1864) | Willem van Hessen-Kassel (1787-1867) x 1810 Louise Charlotte van Denemarken (1789-1864) | Willem van Hessen-Kassel (1787-1867) x 1810 Louise Charlotte van Denemarken (1789-1864)                    | Willem van Hessen-Kassel (1787-1867) x 1810 Louise Charlotte van Denemarken (1789-1864)                    | Willem van Hessen-Kassel (1787-1867) x 1810 Louise Charlotte van Denemarken (1789-1864)                    | Willem van Hessen-Kassel (1787-1867) x 1810 Louise Charlotte van Denemarken (1789-1864)                    | Willem van Hessen-Kassel (1787-1867) x 1810 Louise Charlotte van Denemarken (1789-1864)          | Willem van Hessen-Kassel (1787-1867) x 1810 Louise Charlotte van Denemarken (1789-1864)          | Willem van Hessen-Kassel (1787-1867) x 1810 Louise Charlotte van Denemarken (1789-1864)          | Willem van Hessen-Kassel (1787-1867) x 1810 Louise Charlotte van Denemarken (1789-1864)          | Willem van Hessen-Kassel (1787-1867) x 1810 Louise Charlotte van Denemarken (1789-1864)                 | Willem van Hessen-Kassel (1787-1867) x 1810 Louise Charlotte van Denemarken (1789-1864)                 | Willem van Hessen-Kassel (1787-1867) x 1810 Louise Charlotte van Denemarken (1789-1864)                 | Willem van Hessen-Kassel (1787-1867) x 1810 Louise Charlotte van Denemarken (1789-1864)                 |                                               |                                               |                                               |                                               |                                               |                                               |                                               |                                               |                                               |                                               |                                               |                                               |                                               |                                               |                                               |                                               |                                               |                                               |                                               |                                               |                                               |                                               |                                               |                                               |
| Louise van Hessen-Kassel (1817-1898)          |                                                                                         |                                                                                         |                                                                                         |                                                                                         | | | | |                                                                                                  |                                                                                                  |                                                                                                  |                                                                                                  | | | | |                                               |                                               |                                               |                                               |                                               |                                               |                                               |                                               |                                               |                                               |                                               |                                               |                                               |                                               |                                               |                                               |                                               |                                               |                                               |                                               |                                               |                                               |                                               |                                               |

- Gemeinsame Normdatei: 12962683X
- International Standard Name Identifier: 0000 0000 2090 8172
- KulturNav: 7b187015-d8c6-4ad5-a351-70b469478482
- Nationale Bibliotheek van Polen: a0000003648717
- RKD-Nederlands Instituut voor Kunstgeschiedenis: 275368
- SNAC: w6cc3xp9
- Union List of Artist Names: 500154524
- Virtual International Authority File: 30622150
- WorldCat: E39PBJwxKBdrqkMF3XXWqb8t8C